# Epsilon eSports
Epsilon eSports ist eine ehemalige E-Sport-Organisation, die in FIFA und diversen Ego-Shootern aktiv war. Die aus über 20 verschiedenen Staaten stammenden E-Sportlern und Mitgliedern erreichten unter anderem mehrere Erfolge beim DreamHack, der größten LAN-Party der Welt.

## Battlefield
In Battlefield engagiert Epsilon sich seit seiner Gründung 2008. Man bestritt Turniere in Battlefield 2, Battlefield: Bad Company 2 und Battlefield 3. Auch im aktuellen Spiel Battlefield 4 hält Epsilon ein Team. Zu den Erfolgen in Battlefield 3 zählen Siege beim DreamHack Summer 2012, beim The Gathering 2012, beim DreamHack Winter 2012 oder beim THOR Open 2012. In Battlefield 4 erreichte Epsilon das Halbfinale beim DreamHack Winter 2013.

### Erfolgsteam in Battlefield 3
- Eric „2Easy“ van Hoorn
- Tom „Morte“ Kerbusch
- Andrei „uNFixed“ Leonov
- Hendrik-William „vallutaja“ Kinks
- Sergi „Winghaven“ Torras Aragonés

### Team beim Halbfinaleinzug im DreamHack Winter 2013
- Mike „CoRE“ Keizer
- Jordy „Gerrah“ Haast
- David „david2k6“ Sebestyen
- Horeczki „Horec“ Dávid
- Vitor Hugo „DukePT“ Machado Mesquita

### Lineup im Juli 2016
- Alexandre „jikA“ Kovac
- Horeczki „Horec“ Dávid
- Alexandre „Hexis“ Berghs
- Mikael „meyek“ Rasooly
- Martijn „Huntaa“ Kuijt

## Counter-Strike
Epsilon eSports war bereits in Counter-Strike: Source aktiv. In dieser Zeit hielt die Organisation u. a. Kévin „Ex6TenZ“ Droolans. Mit diesem gewann Epsilon beispielsweise 2008 die eXperience-Lan. Im Jahr 2011 holte man das ehemalige britische Team Saviours zu sich.
In Counter-Strike: Global Offensive hielt Epsilon seit Dezember 2012 ein schwedisches Team besetzt mit Jesper „jw“ Wecksell, Robin „flusha“ Rönnquist, Andreas „schneider“ Lindberg und weiteren schwedischen Top-Spielern. Es erreichte 2013 Erfolge in der ESL Major Series oder beim DreamHack Summer 2013. Im Juli 2013 verlor Epsilon sein schwedisches Roster, welches zu fnatic wechselte.
Knapp ein Jahr später konnte Epsilon Anfang Juni 2014 ein französisches Team mit ehemaligen Vertretern von Clan Mystik unter Vertrag nehmen. Dieses französische Team konnte beim DreamHack Summer 2014 und beim DreamHack Valencia 2014 Erfolge feiern. Bei der ESL One Cologne 2014 schied das Team im Viertelfinale gegen Team Dignitas aus. Infolge eines Umbruchs Anfang Herbst 2014 verlor Epsilon eSports sein Männer-Counter-Strike-Team. Die Spieler gingen zu den neu gegründeten Teams BST und Mercenary über. Kurz darauf fanden sich Robin „GMX“ Stahmer und Joey „fxy0“ Schlosser zusammen mit drei weiteren Spielern bei Epsilon wieder. Am 20. November wurde Gordon „Sf“ Giry in einen Cheatskandal involviert. Er wurde vom Valve Anti-Cheat als Betrüger enttarnt und am 21. November von seinem Team ausgeschlossen. Epsilon eSports wurde durch den Vorfall vom DreamHack Winter 2014 ausgeschlossen. Infolge eines Wettbetrugs der Spieler wurde das Team Anfang Januar von der Organisation suspendiert. Die Spieler erhielten eine einjährige Sperre für von Valve gesponserte Turniere und von der Organisation suspendiert. Von Mai 2015 bis Januar 2016 hielt Epsilon eSports ein spanisches Lineup.

### Lineup im November 2017
- David „Jayzwalkingz“ Kempner
- Eric „Ericip“ Torsson
- Kevin „kevzy“ Nilsson
- Gustav „ZINKEN“ Björk
- André „BARBARR“ Möller

### Ehemalige
- Richard „shox“ Papillon
- Fabien „kioShiMa“ Fiey
- Joey „fxy0“ Schlosser
- Gordon „Sf“ Giry
- Robin „GMX“ Stahmer
- Kévin „Uzzziii“ Vernel
- Morgan „B1GGY“ Madour
- Adil „ScreaM“ Benrlitom
- Oscar „mixwell“ Cañellas
- Andreas „schneider“ Lindberg
- Francesc „donQ“ Savall
- Alejandro „ALEX“ Masanet
- Omar „arki“ Chakkor
- Aitor Fernández „SOKER“ Álvarez
- Jonathan „MusambaN1“ Torrent

### Damenteam

#### Ehemalige
- Julia „Julie“ Strunkowski
- Gina „Jinjin“ Kleinen
- Lily „layla“ Zimmermann
- Jenny „Jennyzz“ Sundström
- Melania „Gina“ Mylioti
- Meyssa „Missa“ Bellouati
- Sophia „Kim“ Benfakir
- Perrine „Lalità“ Allesiardo

## Call of Duty
Das Call-of-Duty-Team von Epsilon kann Podestplätze beim Electronic Sports World Cup oder bei der Gfinity LAN vorweisen. Im Frühjahr 2016 erreichte das Team in Call of Duty: Black Ops III das Halbfinale der Playoffs der europäischen Call of Duty World League.
In Call of Duty tritt Epsilon eSports derzeit mit folgendem Lineup an (Stand: 21. November 2017):
- David „Dqvee“ Davies
- Steve „Vortex“ Allen
- Billy „Hawqeh“ Harris
- Nathan „Insanatised“ Orton

## FIFA
Diese Männer spielen derzeit FIFA für Epsilon eSports (Stand: 21. November 2017):
- Abdelhamid „Mence“ Fares
- Akima „Fully“ Byron
- Anthony „Guigsey“ McGuigan
- Lucas „DAXE“ Cuillerier

## Team Fortress 2
In Team Fortress 2 trat Epsilon eSports mit folgendem Team auf:
- Jean-Louis „KnoxXx“ Boyer (Medic)
- Seb „numlocked“ Barton (Demoman)
- Tim „GeaR“ Glöckler (Soldier)
- Michael „Mike“ Adams (Soldier)
- Stefan „Schocky“ Berends (Scout)
- Lukas „basH“ Stauffenberg (Scout)

In dieser Disziplin feierte Epsilon Erfolge in der European Team Fortress 2 League und beim Insomnia49.